# Artavasdes VI d'Armènia
Artavasdes VI va ser rei d'Armènia de l'any 4 al 6. De vegades apareix identificat amb Artavasdes II de Mèdia Atropatene, que va ser rei de l'Atropatene del 4 al 6 o 10 però aquesta identificació és incerta.
El rei Ariobarzanes va morir en un accident i la corona va passar al seu fill Artavasdes VI l'any 4. No era un rei popular i tenia molta oposició al país, on la influència de l'Imperi Part era considerable. Era vassall dels romans i Dió Cassi afirma que va rebre rebre Armènia de mans d'August i del Senat Romà.
Es diu que va ser enderrocat després d'un setge l'any 6, i fins i tot algunes fonts diuen que va morir assassinat aquest mateix any a mans dels seussúbdits. Llavors els romans van col·locar al tron a Tigranes V, que segons unes fonts era de l'antiga dinastia nacional armènia dels artàxides i segons altres era fill de l'assassinat. També es parla (segons Tàcit) de la tornada de la reina Erato d'Armènia però no sembla molt probable.